# Grand-rue (film)
Cet article concerne le film. Pour les rues, voir Grand-Rue.
Pour plus de détails, voir Fiche technique et Distribution.
Grand-rue (Calle Mayor) est un film franco-espagnol réalisé par Juan Antonio Bardem, sorti dans les salles en 1956.

## Synopsis
Dans une petite ville de province, la grande distraction est la promenade dans la grand-rue où tout le monde se retrouve. Un groupe de jeunes hommes désœuvrés, pour échapper à l'ennui, organise des blagues cyniques dont leurs concitoyens font les frais. Un de ces señoritos, Juan (José Suárez), feint d'être amoureux d'Isabel (Betsy Blair), une vieille fille de 35 ans au physique très commun. Celle-ci s'éprend de lui et s'épanouit de bonheur. Mais un ami (Yves Massard), apprend la vérité à Isabel. Juan réalisera trop tard la lâcheté de son geste.

## Commentaires
Sur cette toile néo-réaliste et sur une situation similaire aux Grandes Manœuvres, Bardem peint une chronique pénétrante de l’Espagne franquiste, avec ses petites villes, ses señoritos et ses femmes prisonnières de préjugés, ses processions religieuses et les mornes divertissements des garçons de bonne famille.[réf. nécessaire]

## Fiche technique
- Titre : Grand-rue
- Titre original : Calle Mayor
- Réalisation : Juan Antonio Bardem
- Scénario : Juan Antonio Bardem d'après la pièce de Carlos Arniches
- Décors : Enrique Alarcón
- Costumes : Humberto Cornejo
- Photographie : Michel Kelber
- Musique : Joseph Kosma et Isidro B. Maiztegui
- Direction musicale : Serge Baudo
- Montage : Margarita de Ochoa
- Production : Cesáreo González, Manuel J. Goyanes et Georges de Beauregard
- Pays de production :  Espagne /  France
- Format : Noir et blanc - 1,37:1 - 35 mm - Son mono
- Genre : Drame psychologique
- Durée : 99 minutes
- Dates de sortie : 
  - Espagne : 5 décembre 1956
  - France : 26 octobre 1956

## Distribution
- Betsy Blair : Isabel de Castro, une vieille fille de 36 ans, qui désespère de trouver un mari
- José Suárez : Juan, un jeune fonctionnaire qui feint d'être amoureux d'Isabel
- Yves Massard : Federico Rivas, son ami, qui réprouve son attitude
- Dora Doll : Tonia, une serveuse, la maîtresse de Juan
- Lila Kedrova : Madame Pepita
- René Blancard : Don Tomas, un écrivain qui s'est retiré dans sa tour d'ivoire
- Alfonso Goda : José Maria dit "Pepe el Calvo", un copain de la bande
- Manuel Alexandre : Luciano, un copain de la bande
- José Calvo : Le docteur, un copain de la bande
- Matilde Muñoz Sampedro : Chacha
- Maria Gamez : la mère

## Récompenses et distinctions
- Mostra de Venise 1956 : prix FIPRESCI